# Hiến chương Vương thất

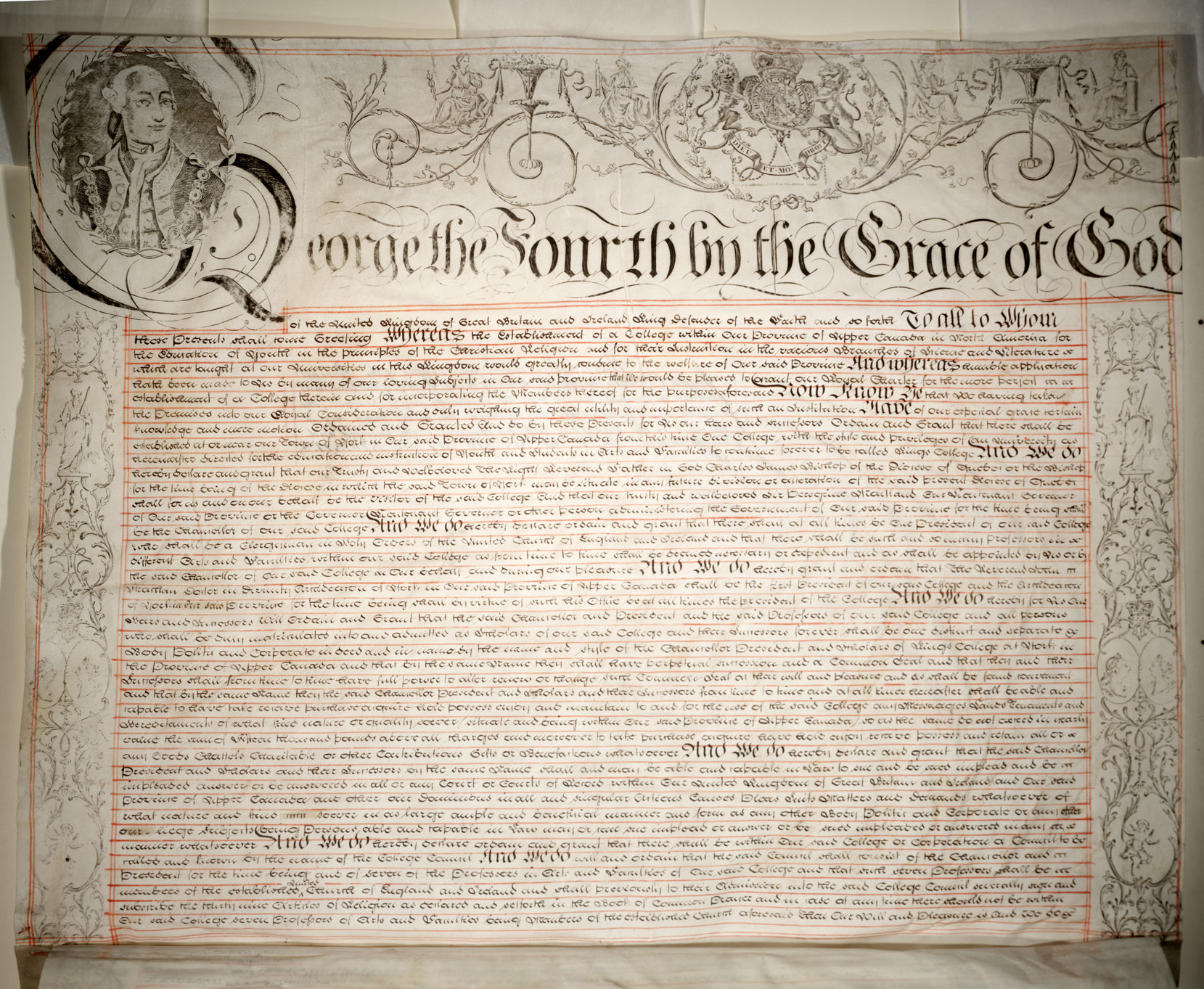
Hiến chương do Nhà vua George IV cấp vào năm 1827, thành lập trường King's College, Toronto, nay là Đại học Toronto

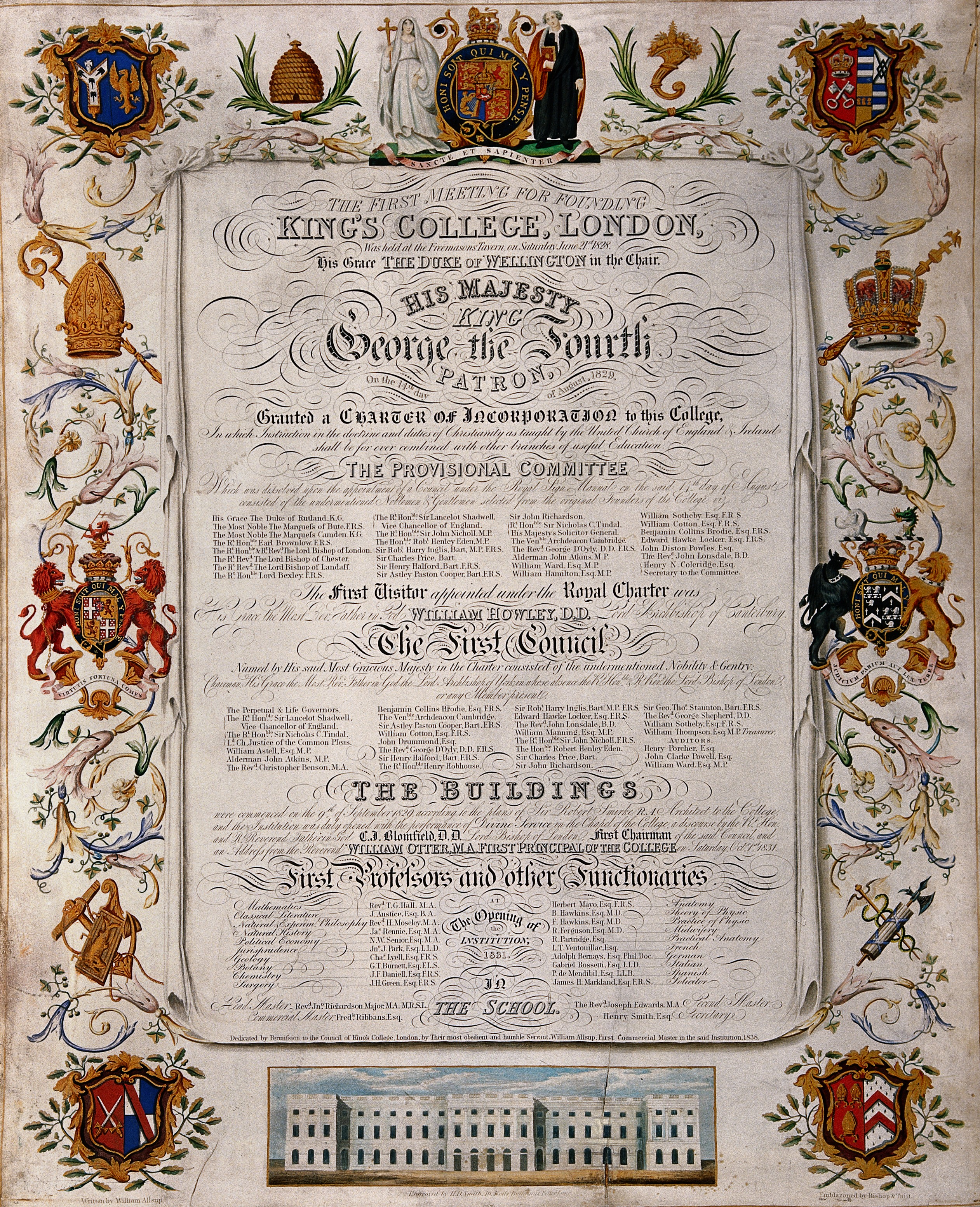
Bản khắc màu của H. D. Smith, kỷ niệm việc cấp hiến chương cho King's College, London năm 1829

Hiến chương Vương thất là một văn kiện chính thức của một vị vua cấp quyền hay quyền lực cho một cá nhân hoặc một cơ quan. Chúng đã và đang vẫn còn được sử dụng để thiết lập các tổ chức quan trọng như các thành phố hoặc các trường đại học và các viện hàn lâm. Trong lịch sử, chúng được sử dụng để ban hành luật công, ví dụ nổi tiếng nhất là Magna Carta (đại hiến chương) năm 1215, nhưng kể từ thế kỷ 14, chúng chỉ được sử dụng thay cho các hành vi tư nhân để trao quyền hoặc quyền lực cho một cá nhân, hoặc một cơ quan.
Hiến chương Vương thất phải được phân biệt với việc bảo đảm và thư bổ nhiệm, vì chúng có tác dụng vĩnh viễn. Thông thường, một hiến chương Vương thất được sản xuất như một sản phẩm chất lượng cao của thư pháp trên giấy da bê. Điều lệ cần được phân biệt với các trát bổ nhiệm của vương thất, cấp phát vũ khí và các dạng bằng sáng chế thư khác, chẳng hạn như cấp cho một tổ chức quyền sử dụng từ "vương thất" trong tên của họ hoặc cấp quy chế thành phố, vốn không có hiệu lực lập pháp. Chế độ quân chủ Anh đã ban hành hơn 1000 hiến chương Vương thất. Trong số này vần có khoảng 750 hiến chương vẫn còn tồn tại.
Hiến chương Vương thất đầu tiên được ban cho thị trấn Tain năm 1066, khiến nó trở thành thị trấn vương thất lâu đời nhất tại Scotland, tiếp theo là Đại học Cambridge do Nhà vua Henry III trao vào năm 1231, mặc dù các điều lệ cũ hơn được biết là đã tồn tại bao gồm cả Công ty Thợ dệt Worshipful ở Anh vào năm 1150. Các hiến chương vẫn được tiếp tục ban hành bởi Vương thất Anh, một ví dụ gần đây là hiến chương được trao cho Viện Công thái học và Nhân tố Con người năm 2014.
Các hiến chương đã được sử dụng ở châu Âu từ thời trung cổ để tạo ra các thành phố (có nghĩa là các địa phương có những quyền được công nhận và những đặc quyền). Ngày mà một hiến chương như vậy được cấp được coi là ngày thành phố được thành lập, bất kể địa phương nguyên thủy bắt đầu được cư ngụ vào lúc nào (mà thường là không thể xác định).
Có lúc một hiến chương Vương thất là phương tiện duy nhất mà một cơ quan có thể được hình thành, nhưng hiện nay các phương tiện khác (chẳng hạn như quá trình đăng ký cho các công ty hữu hạn) thường được sử dụng.

## Lịch sử phát triển
Điều lệ đã được sử dụng ở Châu Âu từ thời trung cổ để cấp quyền và đặc quyền cho các thị trấn, quận và thành phố. Trong suốt thế kỷ 14 và 15, khái niệm thành lập một đô thị theo hiến chương vương thất đã phát triển.
Trong quá khứ và hiện tại, các nhóm được thành lập theo hiến chương vương thất có Công ty thương nhân mặt hàng chủ lực Anh (thế kỷ 13), Công ty Đông Ấn Anh (1600),  Hudson's Bay Company, Chartered Bank of India, Australia and China (kể từ khi hợp nhất thành Standard Chartered), Peninsular and Oriental Steam Navigation Company (P&O), British South Africa Company, và một số thuộc địa cũ của Anh trên lục địa Bắc Mỹ, Ngân hàng Anh và Đài BBC (BBC).